# Allophylus petiolulatus
Allophylus petiolulatus är en kinesträdsväxtart som beskrevs av Ludwig Radlkofer. Allophylus petiolulatus ingår i släktet Allophylus och familjen kinesträdsväxter. Inga underarter finns listade i Catalogue of Life.